# Парламентские выборы в Лихтенштейне (октябрь 1993)

Досрочные парламентские выборы в Лихтенштейне прошли 24 октября 1993 года. После того, как 15 сентября Ландтаг проголосовал за вотум недоверия премьер-министру страны Маркусу Бюхелю, он распустил парламент. Причём инициирован вотум недоверия был Прогрессивной гражданской партией, собственной партией Бюхеля.
Большинство мест в Ландтаге получил Патриотический союз. Явка избирателей составила 85,31 %.

## Результаты
| Партия                             | Партия                             | Голосов | %    | Мест | +/-  |
| ---------------------------------- | ---------------------------------- | ------- | ---- | ---- | ---- |
|                                    | Патриотический союз                | 78 898  | 50,1 | 13   | +2 ▲ |
|                                    | Прогрессивная гражданская партия   | 65 075  | 41,3 | 11   | -1 ▼ |
|                                    | Свободный список                   | 13 447  | 8,5  | 1    | -1 ▼ |
| Недействительных/пустых бюллетеней | Недействительных/пустых бюллетеней | 218     | —    | —    | —    |
| Всего                              | Всего                              | 12 017  | 100  | 25   | 0    |

* Каждый избиратель имеет столько голосов, сколько мест в парламенте, поэтому общее количество голосов, отданных за различные партии, больше, чем количество избирателей.